# Pierre-François Tingry
Pour les articles homonymes, voir Tingry.
Pierre-François Tingry, né à Soissons en 1743 et mort à Cologny le 13 février 1821, est un chimiste, minéralogiste et pharmacien genevois puis suisse d'origine française.

## Biographie
Il étudie la chimie à Paris, auprès de Louis-Claude Bourdelin et de Hilaire-Marin Rouelle, mais quitte la France dès 1770 car il est protestant. Il est agrégé pharmacien à Genève (1774) après avoir été naturalisé le 10 septembre 1773.  Employé du pharmacien Augustin Le Royer dès 1770, il devient son associé sept ans plus tard.
Cofondateur de la Société des Arts (1776), il y enseigne à de nombreuses reprises la chimie appliquée aux arts et compte plusieurs savants renommés, dont Jean Senebier et Marc-Auguste Pictet, parmi ses auditeurs.
Tingry est célèbre pour avoir découvert le sel de Sedlitz et fit de nombreuses recherches sur les eaux et sur la chimie végétale. Il travailla également à la construction d'un fourneau propre à préserver les doreurs des vapeurs mercurielles (1778) et à l'élaboration de remèdes antiscorbutiques (1785). Ses autres travaux portent sur la composition de l'éther, sur la consistance des huiles, sur l'acide phosphorique et la phosphorescence des corps, sur l'analyse des spaths et sur la nature du fluide électrique. 
Son Traité théorique et pratique sur l'art de faire et d'appliquer les vernis (1803) a été traduit en allemand (1804) et en anglais (1804) et a connu au moins deux rééditions anglaises jusqu'en 1830. 
Ami d'Horace-Bénédict de Saussure et de Jean Senebier, il fit des courses dans les Alpes avec Dolomieu et avec Marc-Auguste Pictet.
Il est nommé professeur honoraire de chimie appliquée aux arts à l'académie de Genève en 1802, puis professeur de chimie générale de 1809 à 1815. 
Tingry reçut la médaille d'or de l'académie de Turin et le prix de l'académie de Dijon (1785). 
Il possédait un laboratoire et un très riche cabinet de minéralogie destiné à l'enseignement. Ce cabinet, acquis par les autorités genevoises en 1794, puis rendu à son propriétaire après 1798, fut l'un des noyaux originels du Musée académique de Genève fondé en 1818.

## Œuvres
- Analyse des eaux de Marclaz, près de Thonon (Genève, 1774)
- Prospectus pour un cours de chimie théorique et pratique (1776)
- Prospectus pour un cours de chimie à l'usage des artistes (1777)
- “Construction d'un fourneau propre à préserver les doreurs des petites pièces des vapeurs”, in Mémoires de la Société des Arts, t. I/1, 1778).
- Analyse des eaux minérales de Drise en Savoye (Genève, 1785)
- “Sur la composition de l’éther”, in Journal de Physique, 1788
- “Sur la consistance que les huiles acquièrent à la lumière” in Journal de Physique, 1798
- “Sur la nature du fluide électrique”, in Journal de Physique, 1798
- Traité théorique et pratique sur l'art de faire et d'appliquer les vernis (Genève, 1803)
- Analyse des eaux minérales savonneuses d'Evian (1808).